# اشباح زیبا
«اشباح زیبا» ترانه‌ای از هنرمند اهل ایالات متحده آمریکا تیلور سوئیفت است. این ترانه در موسیقی متن فیلم گربه‌ها قرار داشت.